# بادی الیاس
بادی الیاس (انگلیسی: Buddy Elias؛ ۲ ژوئن ۱۹۲۵ – ۱۶ مارس ۲۰۱۵ (۸۹ سال)) بازیگر تئاتر، بازیگر سینما، و بازیگر تلویزیون اهل سوئیس بود.
از فیلم‌ها یا برنامه‌های تلویزیونی که وی در آن نقش داشته‌است می‌توان به نور سفید، داویت، کوه جادو، و شارلوت اشاره کرد.